# Народный артист Молдавской ССР
«Народный артист Молдавской ССР» — почётное звание, установлено 14 марта 1941 года. Присваивалось Президиумом Верховного Совета Молдавской ССР выдающимся деятелям искусства, особо отличившимся в деле развития театра, музыки и кино.
Присваивалось, как правило, не ранее чем через пять лет после присвоения почётного звания «заслуженный артист Молдавской ССР» или «заслуженный деятель искусств Молдавской ССР». Следующей степенью признания было присвоение звания «Народный артист СССР».
Впервые награждение состоялось в 1950 году — обладателем этого звания стал Игорь Моисеев — хореограф, балетмейстер. Последним награждённым в 1991 году стал Георгий Мустя — дирижёр и педагог.
С распадом Советского Союза в Молдавии звание «Народный артист Молдавской ССР» было заменено званием «Народный артист Молдовы», при этом за званием сохранились права и обязанности, предусмотренные законодательством бывших СССР и Молдавской ССР о наградах.